# Arriva Durango... paga o muori
Arriva Durango... paga o muori è un film del 1971, diretto da Roberto Bianchi Montero.

## Trama
Durango si è specializzato nella riscossione dei crediti. Un giorno capita nella cittadina di Tucson dove domina Fergusson, un affarista losco. Durango, riesce a sventare la rapina architettata da El Tuerto, un bandito sfortunato.